# Cheroscelis oospila
Cheroscelis oospila là một loài bướm đêm trong họ Geometridae.